# نیمتشیتسه (ناحیه کولین)
نیمتشیتسه (به چکی: Němčice) یک منطقهٔ مسکونی در جمهوری چک است که در ناحیه کولین واقع شده‌است. نیمتشیتسه ۷٫۱۶ کیلومتر مربع مساحت و ۳۱۳ نفر جمعیت دارد و ۲۳۰ متر بالاتر از سطح دریا واقع شده‌است.